# Marc Andreessen
Marc Andreessen (Cedar Falls, Iowa, 9 de julio de 1971) es un empresario estadounidense, cofundador de la empresa Netscape Communications Corporation y coautor de Mosaic, uno de los primeros navegadores web con interfaz gráfica. Actualmente, es uno de los principales socios de la sociedad de capital de riesgo Andreessen Horowitz.

## Biografía
Andreessen creció en New Lisbon, Wisconsin. Su padre era vendedor de semillas para la compañía Pioneer Seed, y su madre era empleada de Lands’ End, una compañía que vende la ropa a través de catálogos pedidos por correo.
Andreessen recibió su licenciatura en informática de la universidad de Illinois Urbana-Champaign. Como estudiante, trabajó un verano en la IBM de Austin, Texas. También colaboró en el centro nacional de aplicaciones para supercomputadores, donde se familiarizó con los estándares abiertos de Tim Berners-Lee para la World Wide Web. Durante ese periodo, Andreessen y su compañero de trabajo Eric Bina trabajaron juntos para crear Mosaic.
Mosaic fue creado en 1993 mientras todavía era un estudiante de 22 años en la universidad y becario en el National Center for Supercomputing Applications (NCSA), el navegador permitía que la red pudiera ser explorada mediante simples clics de ratón (los navegadores anteriores eran en modo texto y se usaban con el teclado), y la incorporación de imágenes al texto no sólo introdujo el concepto multimedia en internet, también permitía algún tipo de diseño gráfico en el recién nacido medio que era entonces la Web. Mosaic se distribuyó gratuitamente entre la comunidad científica y contribuyó a la rápida expansión del World Wide Web.
En la actualidad, menos del 5% de los internautas utiliza Netscape. También Apache, un proyecto de software libre, adelantaba a Netscape en el campo de los servidores. Eso sí, Netscape fue, junto con Yahoo!, la pionera en las fulgurantes salidas a bolsa que hicieron de gente como Andresseen los primeros "millonarios de internet". 
En el año 2001, Andreessen abandonó la compañía por falta de entusiasmo en el proyecto y formó Loudcloud, una compañía basada en servicios de Web-Hosting. Loudcloud vendió su negocio a “Electronic Data Systems (EDS)” y cambió su nombre a Opsware en el año 2003, donde Andreessen continúa actualmente de ejecutivo. 
Marc Andreessen también está implicado en la junta directiva de Blue Coat Systems y es inversor en el website de noticias sociales Digg. También es el diseñador del SSL, Secure Sockets Layer, el sistema de seguridad que ha servido para lanzar el comercio electrónico permitiendo el uso seguro de las tarjetas de crédito. Además de lanzar Ning en octubre de 2005, en 2009 creó el fondo Andressen-Horowitz junto a Ben Horowitz, el cual es conocido también como A16z y es considerado uno de los fondos más importantes de Silicon Valley, habiendo ayudado a salir a la bolsa a Instagram, Lyft, Airbnb o Rappi, entró muchos otros proyectos.
Según cuenta David Kirkpatrick en el libro "El efecto Facebook", Marc Andreessen fue también una de las personas importantes en el nacimiento de Facebook. En la incipiente etapa de crecimiento de la red social, cuando esta todavía no dejaba de ser de exclusivo para universitarios, el creador de la misma, Mark Zuckerberg, encontró un gran aliado en la persona de Andreessen, hasta el punto de convertirse en inseparables. Fue Andreessen una de las personas más importantes para un joven Zuckerberg, que apenas tenía idea de como dirigir una empresa. Fue, según dicen algunos, tras conocer a Andreessen, que Mark Zuckerberg empezó a comportarse como un auténtico líder.